# Свазіленд на літніх Олімпійських іграх 2012
Есватіні брав участь у Літніх Олімпійських іграх 2012 року в Лондоні (Велика Британія), у дев'ятий раз за свою історію, але не завоював жодної медалі. Збірну країни представляло 3 спортсменів.

## Результати
Сібусісо Матсеньва на дистанції 200 метрів зумів встановити національний рекорд, проте це не дозволило йому подолати відбірковий раунд.
| Змагання   | Спортсмени         | Відбірковий раунд | Відбірковий раунд | Відбірковий раунд | Півфінал        | Півфінал        | Півфінал        | Фінал           | Фінал           |
| Змагання   | Спортсмени         | Забіг             | Результат         | Місце             | Забіг           | Результат       | Місце           | Результат       | Місце           |
| ---------- | ------------------ | ----------------- | ----------------- | ----------------- | --------------- | --------------- | --------------- | --------------- | --------------- |
| 200 метрів | Сібусісо Матсеньва | 3                 | 20,93             | 6                 | Завершив виступ | Завершив виступ | Завершив виступ | Завершив виступ | Завершив виступ |

| Змагання   | Спортсменки       | Відбірковий раунд | Відбірковий раунд | Відбірковий раунд | Півфінал         | Півфінал         | Півфінал         | Фінал            | Фінал            |
| Змагання   | Спортсменки       | Забіг             | Результат         | Місце             | Забіг            | Результат        | Місце            | Результат        | Місце            |
| ---------- | ----------------- | ----------------- | ----------------- | ----------------- | ---------------- | ---------------- | ---------------- | ---------------- | ---------------- |
| 400 метрів | Пхумліле Ндзініса | 4                 | 53,95             | 6                 | Завершила виступ | Завершила виступ | Завершила виступ | Завершила виступ | Завершила виступ |

### Плавання
| Змагання                 | Спортсмени | Відбірковий раунд | Відбірковий раунд | Відбірковий раунд | Півфінал        | Півфінал        | Півфінал        | Фінал           | Фінал           | Підсумкове місце |
| Змагання                 | Спортсмени | Заплив            | Результат         | Місце             | Заплив          | Результат       | Місце           | Результат       | Місце           | Підсумкове місце |
| ------------------------ | ---------- | ----------------- | ----------------- | ----------------- | --------------- | --------------- | --------------- | --------------- | --------------- | ---------------- |
| 50 метрів вільним стилем | Люк Холл   | 4                 | 23,48             | 4                 | Завершив виступ | Завершив виступ | Завершив виступ | Завершив виступ | Завершив виступ | 36               |